# Samsunspor
Samsunspor este un club de fotbal din Samsun, Turcia, care în prezent evoluează în Prima Divizie Turcă. Clubul a fost fondat pe 30 iunie 1965 prin fuziunea a cinci cluburi: 19 Mayıs, Akınspor, Fener Gençlik, Samsunspor, și Samsunspor Galatasaray. Culorile sale oficiale sunt roșu și alb, iar echipa își susține meciurile de acasă pe stadionul Samsun 19 Mayıs.

## Palmares
- TFF First League

Vicecampioană (2): 1968–69, 2010–11
- Cupa Balcanică (1): 1993–94

## Antrenori
| - Lefter Küçükandonyadis (1967) - Turgay Șeren (1970–1971) - Gheorghe Mulțescu (1993–1997) - Horst Hrubesch (1997) - Bülent Ünder (July 2000–April 2001) - Đorđe Jovanovski (March 2002–Dec 2002) - Sakip Özberk (Dec 2002–June 2003) - Gheorghe Mulțescu (July 2003–Sept 2003) - Ertuğrul Sağlam (July 2003–June 2005) - Erdoğan Arıca (Sept 2003–June 2004) - Șaban Yıldırım (July 2005–Sept 2005) - Erdoğan Arıca (Oct 2005–April 2006) - Levent Eriș (Sept 2006–March 2007) - Mustafa Uğur (March 2007– August 2007) | - Yücel İldiz (Aug 2007–Jan 2008) - Muhammet Dilaver (interim) (Jan 2008–Feb 2008) - Orhan Kapucu (Feb 2008–June 2008) - Hayrettin Gümüșdağ (Aug 2008–Nov 2008) - Nafiz Tural (interim) (Nov 2008) - Hülagü Ercüment Coșkundere (Nov 2008–June 2009) - Turhan Özyazanlar (July 2009–Oct 2009) - Orhan Anıl (interim) (Oct 2009–Nov 2009) - Hüseyin Kalpar (Oct 2009–June 2011) - Vladimir Petković (July 2011–Jan 2012) - Mesut Bakkal (Jan 2012–May 2012) - Tarkan Demirhan (May 2012–Aug 2012) - Erhan Altın (Aug 2012–Oct 2013) - Hüseyin Kalpar (Oct 2013–present) |